# Rimont
Rimont – miejscowość i gmina we Francji, w regionie Oksytania, w departamencie Ariège.
Według danych na rok 1990 gminę zamieszkiwały 513 osoby, a gęstość zaludnienia wynosiła 18 osób/km² (wśród 3020 gmin regionu Midi-Pyrénées Rimont plasuje się na 580. miejscu pod względem liczby ludności, natomiast pod względem powierzchni na miejscu 333.).